# Chanson lyonnaise à la Renaissance
 (mai 2018).
Cet article donne un état des lieux de la chanson lyonnaise à la Renaissance.

## Histoire de la chanson avant leXVesiècle
Pour les historiens, la naissance de la chanson comme genre musical se situe au IXe siècle. Même s’il est probable que l'homme a toujours chanté, ou du moins a toujours pratiqué le chant ou une certaine forme de chant en se servant de sa voix. Si on parle de la chanson proprement dite, c'est-à-dire d'un texte marié à une mélodie, ses formes varient selon les peuples, elle se pratique dans toutes les régions du monde, dans les zones rurales comme dans les centres urbains, dans toutes les classes sociales, des plus pauvres aux plus riches et elle peut être ou profane ou sacrée. 
La chanson est une composition pour la voix, c’est-à-dire un texte mis en musique qui est divisé en un refrain et plusieurs couplets. Ménestrels ou ménétriers apparaissent à l’époque mérovingienne. Ils jouent d’un instrument comme la flûte, le psaltérion, la trompette, le rebec ou le chalumeau et chantent en même temps. Ils sont les chanteurs de rue, proches du peuple, à l’opposé des troubadours ou trouvères qui parlent une langue ignorée du peuple et s’adressent à la haute société. 
Les premières chansons du Moyen Âge sont des chansons épiques (chanson de geste) qui sont très populaires. Puis se répandent les chants religieux, chant sacré (Histoire des martyrs et faits de la Bible) chanté en langue vulgaire et chant grégorien. À partir du XIIe siècle, la chanson quitte le domaine religieux pour aborder des thèmes satiriques, frivoles ou amusants. La mélodie devient polyphonique. Les chansons sont chantées par les ménétriers : trouvères ou troubadours, jongleurs, comme Bernard de Ventadour, Thibaut de Champagne. Ils chantent au son du luth et de la viole. Il est possible de distinguer trois formes : la ballade, le rondeau et le virelai. Les thèmes sont l’amour, les exploits chevaleresques, la guerre (les croisades), les pèlerinages (St Jacques) et le printemps. Mais les thèmes locaux apparaissent et la chanson folklorique naît au XIIIe siècle. Les fêtes et les noces sont l’occasion outre de danser de chanter. 
Tous compagnons avanturiers

Qui sommes partis de Lyon

Pour aller sur la mer salée

Pour acquérir bruyt et renom

En Barbarie nous irons

Contre ces mauvais mécréans

Mais devant que nous retournons

Nous leur aurons donné mal an.
— Le retour du guerrier
Refrain :

Je suis Robert, Robert le Beau Robert

Que la Brunette tant aimait
À partir du XIVe siècle, les chansons apparaissent avec les fêtes et plus particulièrement les entrées royales. Désormais, elles portent sur l’actualité. Il en est ainsi de la Rigaudière. Né à Lyon, Odon Rigaud, né d’une famille riche et puissante, est nommé archevêque de Rouen. Il a fait don en 1247 à la cathédrale Saint Jean d’une cloche qui porte son nom. Avant de partir, il acheta une vigne en Beaujolais pour ceux qui auraient la charge de tirer la cloche :
Buvons à tire la Rigaud

Chers amis, à la ronde,

Au Dieu du vin soyons dévôt,

Il gouverne le monde !

Jadis nos aieux

Prêchaient encor mieux

Cette morale sainte.

Refrain :

Mon père était broc,

Ma mère était pot,

Ma grand-mère était pinte.

## Caractéristiques de la chanson lyonnaise auxXVeetXVIesiècles
Jusqu’au XVe siècle, les chansons se transmettent oralement. Avec l’apparition de l’imprimerie, on assiste à un développement spectaculaire des chansons. Dans la première moitié du XVe siècle, le centre de la création au niveau des chansons se situe à Dijon à la cour de Philippe le Bon. Puis dans la deuxième moitié du XVe siècle Lyon devient un centre de rayonnement de la chanson. La prospérité de la ville et ses multiples contacts avec le reste du monde dans le cadre du commerce, de l’activité des banques et de ses foires (à partir de 1444 et apogée en 1463), favorisent ce foisonnement culturel. La présence à Lyon de nombreux italiens est aussi un facteur qui permet une osmose entre le « rinascimento » italien du « quattrocento » et l’activité culturelle de la ville.
La ville de Lyon compte plus de 400 imprimeurs. Ces chansons sont composées par des chansonniers de métier, la plupart du temps anonymes, très souvent au service et à la solde des éditeurs comme Jacques Moderne et Bonfons. Il nous en reste une grande richesse littéraire qui participe du patrimoine lyonnais. Les ménétriers sont concurrencés par des chanteurs ambulants, mendiants pour la plupart, bien souvent sans aucun talent qui s’installent au hasard des rues. Ils chantent des complaintes sur des thèmes politiques et satiriques. À cette époque toutes les classes sociales sont concernées par les chansons. 
Les instruments de musique qui accompagnent les chansons sont héritées du Moyen Âge et de l’Antiquité :
- le claquebois ou échelette est un instrument de percussion à touches formés de 17 bâtons de bois secs tournés au tour et durcis au feu, il donne un son est réputé lugubre ;
- le luth ;
- la vielle à roue est un instrument à cordes frottées et à clavier, utilisée essentiellement pour accompagner la liturgie et peu à peu remplacée par l’orgue, mais quittant les églises et les monastères, elle devient l’instrument très apprécié des jongleurs et des mendiants ;
- le chalumeau est un instrument à vent. Il s’agit d’un roseau percé à différentes distances ;
- le tournebout ou cromorne est en fait un tuyau de bois assez mince et recourbé vers le bas en forme de crosse ;
- la cornemuse est un instrument à anche qui possède un soufflet en forme de sac en peau de chèvre ou de mouton ;
- la viole succède au rebec  et aux vielles à archet. On compte deux familles, la viole de bras qui se place sous l’épaule et la viole de gambe qui correspond au violoncelle ;
- la flûte ;
- l’épinette.

Plusieurs chansons sont extraites d’un recueil du XVIe siècle intitulé S’ensuivent plusieurs belles chansons nouvelles qui est vendu à Lyon en la maison de feu Claude Nourry dit le Prince, près de Notre Dame de Confort. La Renaissance à Lyon, c’est l’époque de Louise Labbé, de Jean de Tournes, de Pernette du Guillet, de Maurice Scève. Eustorg de Beaulieu met en musique les vers de Clément Marot. Bonaventure des Périers écrit des dialogues satiriques qui sont imprimés à Lyon sous un pseudonyme. Il est en effet le valet de chambre de Marguerite de Navarre. Cependant, reconnu pour ses écrits, il est poursuivi et condamné. Alors, il se suicida. 
L’influence italienne se manifeste tout particulièrement par l’introduction de la musique dans les chansons. Il est de bon ton, dans la société cultivée de Lyon, de savoir jouer d’un instrument : épinette, viole, flûte ou luth. Louise Labbé joue avec merveille du luth. Il en est de même de Pontus de Tyard et de Pernette du Guillet qui sont habiles en plusieurs instruments. 
Tous les genres de musique se mélangent. On distingue :
- les vaudevilles qui viennent de « voix de ville », parmi les plus célèbres, les chansons de Noël. À l'origine, au XVe siècle, le vaudeville, ou vaudevire, est une chanson gaie et maligne. Le vaudeville se présente sous deux aspects : un aspect satirique inspiré des anecdotes et des événements de l'actualité (les guerres de religion, par exemple), un aspect plus licencieux qui dégénéra en chant bachique ;
- les airs ;
- les chansonnettes ;
- les goguettes qui sont des chants joyeux, souvent improvisés, la plupart du temps satiriques et sur des airs connus et populaires ;
- les danses chantées, il y en a plus de 300 à Lyon dont le thème dominant est l’amour.

## Le thème de l’amour
Une chanson dansée de la Renaissance illustre le luxe et l’amour. Cette chanson monorime est un branle à 6 personnages, elle s’appelle Ballade des dames de Lyon, de Paris et de Tours sur le retour des gentils hommes et de l’armée de Naples, écrite en 1494 par Octavien de Saint-Gelais :
En venant de Lyon, de veoir tenir le pas*

Je rencontray troys dames qui dansoyent braz à braz ;

Ah ! Ah !

Je rencontray troys dames qui dansoyent braz à braz,

     Trois mignons les menoyent, rustres** et gorgias***,

Ah ! Ah !

       Pourpoints d’orfèverie et manteaulx de Damas ; 

Les chesnes et escharpes traînantes jusqu’en bas

Et fasoyent les gambades plus haut que leurs plumas.

J’ay advisé ma dame qui ne me veoit pas

Faisant chère moyenne, et à son reut chanta :

Mon cueur n’est pas en joye pourtant si je m’esba ;

Mon amy est en court qui avecque luy l’a ;

Mais j’ay bonne espérance que de bref reviendra,

Et, coucherons ensemble tous deult nuz bras à bras

En dépit qui qu’en grogne, toujours, il m’aymera. Ah ! Ah !
- * : Pas : tournoi
- ** : Rustre : vigoureux
- *** : Gorgia : élégant

Comme pour tous ces types de chanson, le premier couplet est chanté en soliste par le ménétrier qui mène la danse. Puis l’enchaînement commence sans interruption. Le dernier vers du premier couplet est repris par la foule des danseurs et les vocalises sont reprises par tous. Puis le ménétrier poursuit l’histoire, et ainsi de suite.
Quand vous vouldrez faire une amye

Pour prendre à femme en tout honneur

Prenez plus garde à sa vie

Qu’aux biens, beaulté, tainct ou couleur

Doulceur

Au cœur

Langage

Bien saige,

Haute et vraye paix sans discordz,

Décorent des femmes les corps.

Enquerez vous s’elle aime mye

Babiller comme un tryachleur,

Ou trotter à teste hardie

Effrontée comme un jongleur.

Dolleur,

Malheur,

Servage

Et rage.

Espouseriez ensemble amors,

Dont vouldriez estre entre les morts.
De Taillemont chante l’amour et les femmes « car ce sont des ruisseaux de miel ». Il écrit la Tricarite :
Avec don eze é tristesse

D’espérance revestu

Chanterey de ma mestresse

La beauté, grace é vertu

Qui m’at despoes desvetu

Pour ferme obstinacion

Espérant compacion.
En 1555, la chanson intitulée Belle qui me va martyrisant est chantée dans les rues de Lyon :
Belle qui me va martyrisant

Et qui me fait chanter

Ainsi qu’un cygne se mourant

Veuille-moi écouter

Hélas ! N’aurais-je le pouvoir

De ta rigueur à pitié émouvoir ?

Le jour que de toi fus épris

Fut pour moi douloureux

Trop ardents furent mes esprits

D’être faits langoureux

Je devais premier que d’aimer

Savoir qu’amour est un cruel amer. »

## Le thème bachique
La boisson est aussi un thème de multiples chansons. Il en est ainsi de cette chanson de Clément Marot à Maurice de Scève :
Que diable veux-tu que j’appreigne

Je ne bois que trop sans cela
Eustorg de Beaulieu écrit une ode à Bacchus :
Tous bons pions, ne vous rendez vaincus

De chopiner, tant que l’argent vous dure

Laissez besogne : et venez veoir Bacchus

Vostre bon roy couronné de verdure

Le corps tout nud sans craindre la froidure

A tous venans est prest à boire d’autant

Venez y donq, car pieca vous attend

Sur ung tonneau, près de luy le Satyre…
Les chansons à boire et à danser sont nombreuses, tel ce rigodon valsé :
Disciples du vieux bacchus

Qui rajeunit sans cesse ;

Comme luy, dans le divin jus,

Retrempons notre jeunesse !

L’eau paralyse la raison

La rend sombre et sévère ;

Avec le vin, gaîté, chanson

Naissent au fond du verre

Versez du vin

Ce jus divin

Qui nous restaure

Du vin, toujours du vin

Du vin encore.
Les vendanges et la Saint Vincent sont prétextes à chansons et danses, voici le refrain de l’une d’elles :
En buvant on badine

En aimant on chopine

Et tout en chopinant

En badinant

On trouve, on prend

On prend, on prend

Certain petit moment.
De cette même chanson quelques couplets :
Buveur fidèle

Fidèle aman

Je caresse ma belle

Et je bois à tout moment.

Le vin fait naître

la liberté ;

Où Bacchus est le meître

L’amour a plus de gaieté.

Beaucoup d’ivresse

Beaucoup d’amour

Sont les lois de ce séjour.
Boire et chanter sont indissociables. Les tavernes pullulent où truands et soudards jouent, boivent, dansent avec les filles de joie et applaudissent aux chansons des ménestriers et des ménestrelles. Ainsi au cabaret du Charbon Blanc :
La taverne levée

L’enseigne et le bouchon

La dame bien peignée

Les cheveux en bouchon

Soudain y aura presse

Pour l’amour de l’hostesse.

Chacun y accourra

Il n’y aura yvrongne

Qui n’y porte sa trongue.
Clément Marot dédie une chanson à boire à son ami Maurice Scève :
En m’oyant chanter quelque fois

Tu te plains qu’estre, je ne daigne

Musicien et que ma voix

Mérite bien que l’on m’enseigne :

Voire que la peine que je preigne

D’apprendre ut, ré, mi, fa, sol, la.

Que diable veux-tu que j’apreigne :

Je ne bois que trop sans cela.

## Le thème satirique
Il s’exprime dans les vaudevilles qui consistent en des couplets rythmés sur des airs connus et des mélodies populaires. En 1561, Francesco Layolle publie un recueil de chansons. Tout est prétexte à chansons : incidents publics ou privés, moquerie des personnages en vogue.
Cela est aussi le cas pour cette chanson de 1450 qui traite de l’enlèvement d’une fille de Villefranche par le châtelain Édouard :
Sire Roy, sire Roy, faîtes-nous justice

De ce larron d’Édouard qui nous prend nos filles.

Édouard, Édouard, laisse-nous nos filles.
Il en est ainsi de la chanson des brodeurs de Lyon ou chanson des galériens. En effet, les brodeurs qui fraudaient sur les fils d’or et d’argent, étaient condamnés aux galères. Cette chanson était chantée par les mariniers lyonnais car elle évoque les trois personnages des mariniers : la Vierge Marie, Saint Nicolas et Sainte Barbe.
Gentils brodeurs de France

Qui avait fait l’édit

Quand vous frapperez sur table

Que chacun contredit

Du ciseau qui est dit

Sur peine de l’amende

Vous en serez punis, bannis

Avec la tourloura, la, la

Mise en dure souffrance.
Parmi les vaudevilles les plus célèbres, celui concernant la Belle Cordière a fait date. Ce vaudeville est écrit par Jean d'Ogerolles en 1559 :
Lautre jour je m’en allois

Mon chemin droict à Lyon ;

Je logis chez la Cordière,

Faisant du bon compagnon.

Approchez-vous mon amy,

S’a dit la dame gorrière ;

Approchez-vous mon amy,

La nuit, je ne puis dormir (bis).
La suite de cette chanson énumère tous ses amants, avocat (Maurice Scève), procureur (A Fumée), cordonnier (Germain Borgne de Cahors), musnier (Olivier de Magny), florentin (Thomas Fortini), tandis qu’elle demande à son mari Jan, d’aller dormir ailleurs, car elle a besoin du grand lict.
Les Vêpres lyonnaises en 1572, outre les massacres de protestants, donnèrent lieu à de nombreuses chansons :
D’où viens-tu Madelon ?

Elle vient répond Janot

D’estriper un huguenot

L’on m’a escrit que les Grimaux de Lyon

Vont trestous en Avignon

Par le Rosne sans bateau.

## Le thème de la guerre

### La lutte contre laSavoie
En 1430, après la bataille d'Anthon et la défaite du Prince d'Orange, fut écrite une chanson, la complainte du beau prince d’Orange (sur l’air de Malbrough):
Le beau prince d’Orange

Miron ton, ton ton, mirontaine

Le beau prince d’orange

S’est un peu trop pressé (ter).

### Les guerres de Religion
Dès 1524, Lyon est confrontée aux guerres de Religion. Celles-ci sont évoquées dans diverses chansons comme Maudilt soit Lyon sur le Rosne et Le jardin sur Saône jamais plus ne t’y verray écrite en 1542 :
Enfans enfans de Lyon

Vous n’êtes pas à l’aise,

Vous avez beaucoup de maulx,

Il est temps de vous retraire

Et prendre la mort en gré.

Refrain :

Le jardin qui est sur Saône, Jamais plus ne t’y verrai.
Clément Marot écrit Adieu aux dames de la cour :
Adieu la cour, adieu les dames,

Adieu les filles et les femmes,

Adieu vous dis pour quelque temps ...
Il publie aussi en 1536 les Psaumes à David, sur une mélodie du compositeur Bourgeois, ainsi le psaume 51 :
Miséricorde et grâce, ô Dieu des cieux !

Un grand pêcheur implore ta clémence…
De même le psaume 42, lui aussi mis en musique par Bourgeois sur un air populaire :
Comme un cerf altéré brame,

Pourchassant le frais des eaux,

O Seigneur, ainsi mon âme

Soupire après tes ruisseaux,

Elle a soif du Dieu vivant…
Quant au psaume 68, il deviendra le chant de guerre des Huguenots :
Que Dieu se montre seulement…

Grand Dieu, toi qui nous as fait voir

Et ton amour et ton pouvoir

Dans mainte délivrance,

Seigneur montre encore en ce jour,

De ce pouvoir, de cet amour,

L’immuable constance

A toi dont le nom glorieux

Est révéré dans les saints lieux

Qu’honore ta présence ;

A toi fais notre bonheur,

A toi, grand Dieu, soit tout honneur

Force et magnificence.
Le Chansonnier Huguenot comporte un très grand nombre de chants et de cantiques composés à partir de psaumes. Ce sont des complaintes qui narrent le martyre des protestants de Lyon. Cinq jeunes protestants sont arrêtés à Lyon le 1er mars 1552, ils chantent leur désespoir et leur foi en Dieu :
Dedans Lyon ville très renommée

Nous souspirons en prison bien fermée…

Certainement nous sommes en détresse…

En ces proisons, des chansons impudiques

Pleines de mots et paroles lubriques

Nous entendons bien souvent résonner…
Malgré les interventions du gouvernement bernois, ils sont brûlés vifs le 6 mai 1553. Après la prise de la ville par les protestants et les troupes du baron des Adrets le 5 mai 1562, des chansons se multiplient en 1562 :
Quand ceste ville tant vaine

Estoit pleine

D’idolatrie et procès,

D’usure et de paillardise,

Gens d’église,

Clercs et marchands eut assés…
En 1563, la paix revenue, les Lyonnais dansent la farandole et chantent L’adieu à la guerre :
Adieu le champ, adieu les armes,

Adieu les archers et gensdarmes,

Adieu sourdines et clairons,

Puis qu’en paix nous en retournons.

Adieu tabourins et trompettes

Adieu enseignes et cornettes,

Adieu pistolles et pistolets,

Adieu cuirasses et corselets.

Adieu soldats et capitaines

Adieu guerres trop inhumaines,

Adieu roussins, adieu coursiers,

Adieu les grands chevaux lanciers…

### La lutte contre les barbaresques
La Chanson les trois gallans de Lyon est une chanson évoquant la lutte contre les barbaresques. Elle se chante sur l’air Le passé de la France :
Nous étions trois gallans*

De Lyon la bonne ville

Nous allons sur la mer

N’avons ni croix, ni pile

La brise me fait mal

Le vent mous est contraire

Nous a chassé si loin

Dessus la mer salée.
* Gallan = galérien
Cette chanson est extraite d’un recueil du XVIe siècle intitulé S’ensuivent plusieurs belles chansons nouvelles, vendu en la maison de feu Claude Nourry dit le Prince, près de Notre-Dame de Confort.

### La lutte contreCharles Quint
Lors de la bataille de Pavie en 1525, alors que le roi François Ier est fait prisonnier par Charles Quint, plusieurs chansons vont traiter de cet événement, comme celle intitulée Gentil fleur de noblesse :
Noble Roy de la France tant aymé et requis

Des nobles la substance de vaillance le pris

Se fut devant Pavie, les fist la journée

Despaignols trente mille il avoit tous arme

Des lansquenets grant suyte ils furent amené

Oultre ceulx de Pavie qui dessus ont donné.

Dessus les bons françoys se sont venu getter

Préparant leurs harnoys pour du tout les grever

En usurpant leurs droys quavoyent en la duche

Dieu souffrant et courtoys le leur vendra bien cher

Le Roy en la bataille si na point reculé

Frappant d’estoc et de taille sans nully espargne…

## Le thème folklorique et de la fête

### Les fêtes de mai
Dans la nuit du 30 avril au 1er mai, avaient lieu des quêtes rituelles appelées « courir le Ramlet ». Les jeunes hommes formaient des cortèges à la quête d’œufs et de victuailles en ayant fabriqué un mannequin en feuillages et fleurs de jonquille, symbole du printemps. Chez les filles, on élisait la Reine de Mai qui était habillée de blanc et parée de rubans et de roses. Avec ses demoiselles d’honneur, tout en quêtant, elles chantaient les chansons de mai. Après avoir reçu un don, en remerciements, elles dansaient. 
Le 1ermai est un jour de fête qui honore le printemps, mais aussi les filles. La fille aimée recevait un mai d’amour, celles qui avaient mauvais caractères recevaient un bouquet d’épines, quant à celles qui avaient mauvaise réputation, elles recevaient un balai de genets. À cette occasion était chanté le Joli trimaça dont le refrain est :
C’est le mai, le joli mai,

C’est le mai, le tri mà ça…
Autre chanson de mai :
Voici venir le joli mai

Ah ! bon bourgeois réveille-toi

Viens boire à ma bouteille

A ma bouteille…

Dans mon jardin je suis allé

Ah ! bon bourgeois réveille-toi

Viens boire à ma bouteille

A ma bouteille.

Un beau bouquet j’ai ramassé

Ah ! bon bourgeois réveille-toi

Viens boire à ma bouteille

A ma bouteille.

A qui offrirai-je un bouquet ,

Ah ! bon bourgeois réveille-toi

Viens boire à ma bouteille

A ma bouteille…

A la jeune fille de la maison

Ah ! bon bourgeois réveille-toi

Viens boire à ma bouteille

A ma bouteille.

### Les processions des Rogations
Elles ont lieu le premier dimanche de mai et durent trois jours. Des bouquets de fleurs étaient bénis et déposés sur les portes des maisons.

### Les arbres de mai
Les danses de printemps célébraient la nature renaissante, la verdure, les fleurs, les oiseaux, l’invitation à l’amour, la fertilité de la terre et l’arbre de mai. On danse autour de l’arbre de mai et on chante sans interruption, ainsi cette chanson, la danse du chapelet fleuri :
A m’amye l’envoyerai

Voici le may, le joli mois de may

Si la prends, bon gré luy sçay

A la bonne estraine…
Certaines chansons évoquent le rossignol, messager d’amour :
Rossignolet qui chante aux bois

A l’ombre sur l’herbe jolie

Va au logis de mon ami

Et recommande son amye…
Rossignolet des bois

Qui chante sur l’herbette

Sois messager pour moi

Et me porte une lettre…
Et encore :
Qui veut savoir chanter

Chansonnette jolie ?

Chantons l’rossignolet !

Qui veut savoir chanter

Chansonnette jolie ? …
La chanson C’est le curé de Lyon, lon la la tra lère est aussi une chanson de mai :
C’est le curé de Lyon

Qui fait faire assemblée ;

Il a fait planter le may

Devant l’huys à la musnière :

Lon la tira lira lelira

Lon la la tira lère...

Et quand le may fut planté

Ils ont demandé à boire.

Le musnier est arrivé

Qui a battu la musnière ;

Le curé est survenu :

Pourquoi battez ma commère ?

Lon la tira lira lelira

Lon la la tira lère.

Le curé est survenu :

Pourquoi battez ma commère ?

Je l’ai battue et battray

Car elle va au presbitère :

Lon la tira lira lelira

Lon la la tira lère.

Je l’ai battue et battray,

Car elle va au presbitère :

Je vous laisse à penser

La chose qu’elle y va faire :

Lon la tira lira lelira

Lon la la tira lère.

Je vous laisse à penser

La chose qu’elle y va faire :

Elle y va son lit dresser

Et y bailler son aire :

Lon la tira lira lelira

Lon la la tira lère.

### Les fêtes de la Saint Jean
La Saint-Jean est également l’occasion de fêtes avec danses et chansons qui se réalisent autour du feu. La chanson Va-t’en voir s’ils viennent Jean est une des plus populaires des chansons de la Saint-Jean. Sa musique et son refrain ont été repris dans beaucoup de vaudevilles, en voici le refrain :
Va-t’en voir s’ils viennent, Jean,

Va-t’en voir s’ils viennent.

On dit qu’il arrive ici

Une compagnie

Meilleure que celle-ci

Et bien mieux choisie.
Et dont voici quelques couplets :
Une fille de quinze ans,

D’agnès la pareille,

Qui pense que les enfants

Se font par l’oreille :

Un chanoine dégoûté

Du bon jus d’octobre ;

Un auteur sans vanité ;

Un musicien sobre :

Un breton qui ne boit point,

Un gascon tout bête ;

Un normand franc de tout point ;

Un picard sans tête…

### Le carnaval
Au Moyen Âge avant le carnaval a lieu la fête des fous qui se déroulent à l’intérieur de l’Église. Il s’agit d’une fête burlesque et licencieuse que les autorités religieuses vont interdire. Rabelais a fort bien décrit le carnaval lyonnais dans le Pantagruel. Entre Noël et l’épiphanie, deux fêtes durent plusieurs jours : la fête des fous et la fête des innocents. Elles étaient appelées la fête des Kalendes, rappelant ainsi les fêtes à Janus. Ces fêtes ont un caractère burlesque et licencieux. À la fin de la messe, au lieu de dire « ite missa est », l’officiant disait « hin-han, hin-han, hin-han ». Il s’agit d’une fête profane qui a lieu dans les églises. De nombreuses chansons participaient de ces fêtes.

#### La fête du cheval fol
Elle se déroule pour la Pentecôte et elle est organisée par la confrérie du Saint Esprit. Elle commémore par la dérision la sédition de 1401 qui fut réduite par les troupes royales. On faisait circuler dans la ville un cheval fol vêtu d’un manteau royal, portant une couronne et une grande perruque et tenant une épée à la main. Celui qui jouait le rôle du cheval avait le corps passé dans un cheval de carton. Il était entouré de ménétriers et suivi d’un joyeux cortège. Après avoir fait le tour de la ville, le cortège se rendait à Aisnay où l’abbé offrait à boire. Puis le cortège se dirigeait à la confluence du Rhône et de la Saône au lieu-dit du cheval fol. Le héros du jour était alors purifié par le feu avant d’être jeté dans l’eau. Pendant 205 ans, à chaque Pentecôte, le cheval fol déambulait. Mais au cours des ans, le désordre grandissait et les autorités jugèrent plus sages de supprimer cette fête. Louis Garon écrivit une chanson :
C’est en dérision de ces fols mutinés

Qui comme chevaux fols couraient parmi la ville

Et danse ô gueux

  Et danse ô gueux.

### Le Rigodon des Brotteaux
Il s’agit d’une danse très populaire.

### La promenade des maris battus ou les chevauchées de l’âne
Cette fête a lieu le dimanche des Brandons. Les maris qui se laissaient dominer par leurs femmes devaient être punis. Ainsi, une troupe de masques accompagnée d’un âne allait chercher les dits maris. Le mari était déposé sur l’âne la tête du côté de la queue. Il était alors promené dans la ville au milieu des rires, des invectives, des danses et des chansons. Les chansons burlesques racontaient leur vie intime, leurs défauts et leurs méfaits. Il était tourné en dérision.

## Le thème des noëls
Les noëls populaires apparaissent à la fin du XVe siècle et ils prolongent la tradition des mystères du Moyen Âge. Ils reflètent deux caractères lyonnais : le mysticisme et le sens de la réalité. Les noëls paraphrasent l’Écriture Sainte dans une atmosphère de bonhomie. Ils sont chantés au cours des liturgies de l’Avent jusqu’au 6 janvier. Ils sont chantés à la prière du soir. Les auteurs utilisent des mélodies populaires. Ils sont publiés sous le nom de « Bibles de Noël ». Cependant un grand nombre de noëls n’ont rien de liturgiques, ils représentent la vie des ouvriers. Nombreuses sont les chansons consacrées à des noëls. Il en est ainsi pour le noël de 1581 qui se situe à un moment où la ville est, depuis l’été, victime d’une épidémie de peste :
L’an mil cinq cens huitante et un

Chacun ne put se réjouir ;

Car nous pensons bien jusqu’à un

Que Dieu vouloit faire périr.

Car cinq mois sont déjà passez

Que personnes sont affligez,

En cette ville de Lyon,

Du mal de la contagion…

Amendons-nous, grands et petits,

Si voulons avoir paradis ;

Autrement le grand Lucifer

mènera tous en enfer.
En 1535 est publiée la chanson Noël à la pucelette :
Noël à la pucelette

Chanterons à ceste festes

A l’honneur du roy céleste

Entends-tu

Entends-tu jeune fillette

Entends-tu ?
Une autre chanson de Noël est écrite par Philibert Bugnyon, conseiller du Roi à Lyon et jurisconsulte en mâconnais :
Qui veult avoir liesse

En son cœur à jamais,

Doit prendre son adresse

Vers Lyon désormais

Noe, noe, noe, ô noe, noe…
Le noël de la loge des changes est le plus imprimé. Il compte 58 couplets et parle des gens de Lyon, des quartiers, des paroisses, des corporations. Il est en mode mineur sur l’air connu de Et lon lan la, lan, derirette.
Amis, venez en troupe

A cette belle fête

Un enfant est nouveau-né

Qu’à bien bonne tête

Il nous a pris dans la gueule

De la bouche du diable…

Refrain :

Et lon la, la, relilenda

Et lo lan la, le rire.

## Le thème du coq à l’asne
Il s’agit de chansons qui manient tout et son contraire. Il en est ainsi dans cette chanson de 1594 de Bredin le Cocu, en réalité Benoit du Troncy :
Qui veut entendre une chanson

Qui est toute de mensonges ?

S’il y a un mot de vérité

Je veux bien qu’on me tonde

S’il y a un mot de vérité

Je veux bien qu’on me tonde

Notre chatte a fait des chiens

Là sous une ronce.

Notre chatte a fait des chiens

Là sous une ronce

Notre âne en tua cinq

Et en fit éclore onze.

Notre âne en tua cinq

Et en fit éclore onze

Je les portai au marché

Je les vendis tout treize.

Je les portai au marché

Je les vendis tout treize

Je m’en allai à Marboz

A Marboz ou un peu plus loin.

Je m’en allai à Marboz

A Marboz ou un peu plus loin

Je trouvai un pommier doux

Tout chargé de griottes.

Je trouvai un pommier doux

Tout chargé de griottes

Je jetai un bâton dessus

Je fis tomber des poires.

Je jetai un bâton dessus

Je fis tomber des poires

Mais le bonhomme vint

A qui appartenaient les pêches.

Mais le bonhomme vint

A qui appartenaient les pêches

Il m’envoya son chien après

Sa chèvre vint me mordre.

Il m’envoya son chien après

Sa chèvre vint me mordre

Elle vint me mordre au talon

Je saignai par l’oreille.

Elle vint me mordre au talon

Je saignai par l’oreille

Il alla chercher le médecin

Pour me guérir l’épaule.

Il alla chercher le médecin

Pour me guérir l’épaule

Je lui donnerai pour paiement

Avance de ma merde.

Je lui donnerai pour paiement

Avance de ma merde

Qui sera chiée de frais

Du plus pur du clystère.

Qui sera chiée de frais

Du plus pur du clystère

Et quand mon doigt sera guéri

J’irai cueillir des pommes.

Et quand mon doigt sera guéri

J’irai cueillir des pommes

Sur le noyer tout sec

De ma commère Claude.

Sur le noyer tout sec

De ma commère Claude

. Mais c’est bien trop jacassé

Sans manger ni boire

Mais c’est bien trop jacassé

Sans manger ni boire

Adieu donc, mon bon seigneur

Jusqu’à l’autre fête.

Adieu donc, mon bon seigneur

Jusqu’à l’autre fête

Où je reviendrai vous voir

Comme je dois faire.

## Le thème des entrées royales
Des chansons sont créées lors des entrées royales, par exemple pour celle de Charles VIII en 1494 :
Vous Loynnoises, bonnes gauloises

Riez-vous point, grosses bourgeoises

Délaissez noises et sur ce point

Mettez appoint le contre-point.

Du brouet des dames servoises

Car je suis seur qu’en beau pourpoint

Les gens du Roy ne faudront point

De faire tartes boubonnoises (bis).